# Il cavaliere di Kruja
 Il cavaliere di Kruja è un film del 1940 diretto da Carlo Campogalliani. Gli esterni sono stati quasi tutti girati in Albania. 

## Trama
Il giovane giornalista italiano Stefano Andriani si reca in Albania, dove si innamora, corrisposto, di Eliana, una ragazza del luogo. Un giorno Andriani si imbatte nel capo tribù Hasslan Haidar, avversario del regime di Re Zog, ferito dai colpi delle guardie reali; lo salva, trasportandolo al suo villaggio, e stringe con lui un "patto di sangue", che li rende fratelli. In seguito, il giornalista scopre per caso che il capo tribù è fratello di Eliana, e deve quindi rinunciare ai suoi progetti di matrimonio. In più, il capo della Polizia di Tirana cerca di sfruttare la situazione per istigare Hasslan contro Andriani. Il sopraggiungere delle truppe italiane, che conquistano l'Albania, risolve tutto e permette di chiarire l'equivoco.

## Distribuzione
Il film venne distribuito nel circuito cinematografico italiano il 5 settembre 1940.

## Critica
Il film è probabilmente l'unico film realizzato dalla propaganda fascista sulla Guerra d’Albania. Gli interni furono ambientati nel circolo della stampa estera di Tirana.

La critica definì all'epoca il film: 
(A.Albani Barbieri, "La Tribuna", 7.09.1940)
Il Saturno Film Festival di Alatri del 2009 ha recuperato “Il cavaliere di Kruja” dedicandogli la serata inaugurale della sezione eventi speciali, incentrata sul cinema italiano degli anni 1939-1940, subito prima dell'ingresso nella Seconda guerra mondiale.